# Imperium
Az imperium fogalma az ókori Római Birodalomban a főbb tisztségviselőkre (curulis magistratusra vagy promagistratusra) ruházott nagyobb hatalmat („főhatalmat”) jelölte.
Aki imperiummal rendelkezett, az elvitathatatlan és támadhatatlan joggal viselte hivatalát, feltéve hogy imperiuma mértékének megfelelően és a rá vonatkozó törvények szerint járt el.
Az imperiumot a lex curiata alapján adományozták és csak egy évre szólt. Meghosszabbítását a kormányzók esetében a senatusnak és/vagy az egész népnek kellett jóváhagynia.
Az imperiumot a fascest vívő lictorok száma fejezte ki. Minél nagyobb volt az imperium, annál több lictor járt a viselőjének. Az imperiummal a város megszentelt határán (pomerium) kívül a halálos büntetés kiszabásának joga is járt. Ezt fejezte ki, hogy a fascesben csak a határon kívül volt benne a bárd, belül lépve azt eltávolították.
Róma egészének állami hatalmát az Imperium Romanum („római hatalom”, azaz „Római Birodalom”) kifejezéssel jelölték.